# Lacus Gaudii

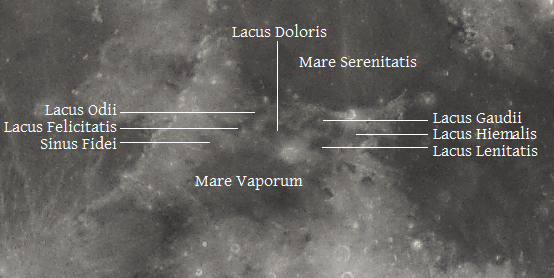
Localització del Lacus Gaudii a l'interior de Terra Nivium

El Lacus Gaudii (en llatí, Llac del Goig) és una petita mar lunar situada a la regió denominada Terra Nivium. Les seves coordenades selenogràfiques són 16.2° Nord; 12.6° Est, i té 113 km de diàmetre.
Comparteix el seu contorn amb el Lacus Hiemalis, envoltant una petita formació de muntanyes al seu centre. En aquesta ubicació també s'hi troba una altra formació muntanyenca més gran, gairebé envoltada per la plana. Més al sud es troba el Lacus Lenitatis; i limítrof a l'oest apareix el Lacus Doloris, estrenyent el seu contorn. En aquest corredor oriental es localitzen els Montes Haemus i uns 10 km més enllà apareix la Mare Serenitatis, separada del llac per una zona de petits pujols. Al sud-est del corredor apareixen els cràters Daubrée i el més prominent Menelau.
A l'oest destaca el cràter Manilius, de qui dos dels cràters satèl·lit jeuen a l'interior del llac: Manilius A en l'extrem oriental i Manilius Z al seu centre. El nom del llac va ser adoptat per la Unió Astronòmica Internacional en 1976.